# Imre Lengyel
Imre Lengyel (* 24. April 1977 in Budapest) ist ein ehemaliger ungarischer Wasserspringer. Er startete im Kunstspringen vom 1-m- und 3-m-Brett und später im 10-m-Turm- und Synchronspringen. Zwischen 1999 und 2002 konnte er insgesamt drei Medaillen bei Europameisterschaften gewinnen und an zwei Olympischen Spielen teilnehmen.
Lengyel bestritt in Atlanta die Olympischen Spiele 1996. Vom 3-m-Brett erreichte er das Halbfinale und beendete den Wettkampf schließlich auf Rang 17. Seine erste Medaille gewann er bei der Europameisterschaft 1999 in Istanbul, vom 3-m-Brett errang er die Silbermedaille. Ein Jahr später startete er in Sydney bei seinen zweiten Olympischen Spielen. Vom 3-m-Brett konnte er diesmal das Finale erreichen, in dem er Elfter wurde. In den folgenden Jahren startete Lengyel auch vom 10-m-Turm. Er erreichte bei der Weltmeisterschaft 2001 in Fukuoka mit Rang neun vom 3-m-Brett seine beste WM-Platzierung. Bei der Europameisterschaft 2002 in Berlin erreichte er vom 3-m-Brett das Finale, erfolgreich war er aber vor allem vom 10-m-Turm. Er gewann im Einzel- und mit András Hajnal auch im Synchronspringen jeweils die Silbermedaille.
Lengyel errang im Jahr 1999 bei der Universiade in Palma die Titel vom 1-m- und 3-m-Brett. Er hat an der University of Miami ein Studium der Psychologie absolviert. Für das Sportteam der Universität, den Hurricanes, gewann er insgesamt zwei Medaillen bei Collegemeisterschaften.